# Fibrogênese hepática
Fibrogênese hepática (do grego, fibro+genesis, criação de fibras e hepato, fígado) é um termo médico para a reparação tecidual exagerada com fibras de colágeno (cicatrização) de uma lesão hepática constante que eventualmente pode prejudicar a função do fígado. 

## Causa
A lesão pode ser causada por vírus (especialmente o da hepatite), drogas hepatotóxicas, doenças auto-imunes, distúrbios metabólicos (como hemocromatose) ou excesso de toxinas e eventualmente pode evoluir para uma cirrose hepática. A produção de colágeno é feita principalmente pelas células estreladas hepáticas ativadas, fibroblastos e miofibroblastos. 

## Diagnóstico
Pode ser diagnosticada apalpando um fígado endurecido (abaixo das costelas direitas) e confirmado com ultrassom, tomografia computadorizada ou ressonância magnética. O nível de fibrogênese pode ser verificado por biópsia para análise histopatológica ou analisando a quantidade de colágenos IV e VI no sangue periférico do fígado.

## Tratamento
O tratamento está em acabar com a causa das lesões para permitir que o fígado se auto-regenere melhor.